# Меркулов, Игорь Александрович
Игорь Александрович Меркулов (16 июля 1947 года — 4 июля 2014 года) — физик, дважды лауреат премии имени А. Ф. Иоффе (1993, 2011).

## Биография
Родился 16 июля 1947 года. Окончил школу № 239 Ленинграда.
Окончил ЛГУ, где работал на кафедре у Н. И. Калитеевского, а с третьего курса — в теоретическом отделе Физтеха.
После окончания университета работал в Физтехе, а с 1991 по 1996 годы занимал должность учёного секретаря ФТИ.
Один из отцов-основателей Лицея ФТШ (1987).
В 2002 году с женой переехал в Америку, где ранее работал его сын, и, заболев, впал в кому.
Работал в ORNL как физик-консультант.
Умер 4 июля 2014 года.

### Научная деятельность
Работы по сложной валентной зоне, статьи по фазовым переходам, множество работ по оптике полупроводников, оптической ориентации электронных и ядерных спинов, полумагнитным полупроводникам.

## Награды
- Премия имени А. Ф. Иоффе (совместно с М. И. Дьяконовым, В. И. Перелем, за 1993 год) — за цикл работ «Теория выстраивания импульсов фотовозбуждённых электронов в полупроводниковых кристаллах и гетероструктурах»
- Премия имени А. Ф. Иоффе (совместно с В. В. Устиновым, Ю. Г. Кусраевым, за 2011 год) — за цикл работ «Спиновые явления в полупроводниковых, металлических и магнитных наноструктурах»